# Maurice Ouradou
Gabriel Augustin Ouradou dit Maurice  est un architecte français né le 24 juillet 1822 à Paris, où il est mort le 26 juin 1884, et qui fut le gendre d'Eugène Viollet-le-Duc.

## Biographie
Gabriel Augustin Ouradou est le fils de Joseph Ouradou dit Maurice, et de Virginie Deviolaine. Il est le petit-fils d'Augustin Deviolaine, fondateur de la Verrerie de Vauxrot à Cuffies et le neveu de Paul Deviolaine. Dans cette ville il fut responsable de la restauration de l'église et dessina probablement les plans du château Saint-Norbert de cette même ville, construit vers 1865.
Il fut élève d'Hippolyte Le Bas ainsi que de d'Eugène-Viollet-le-Duc.
Le 31 août 1857, il épouse Marie-Sophie Viollet-le-Duc (1838-1884), la fille d'Eugène Viollet-le-Duc dans l'église de Saint-Germain-des-Prés.
Il participe aux travaux de la cathédrale Notre-Dame de Paris aux côtés de Viollet-le-Duc en 1860 et prend la direction de la restauration de la collégiale Notre-Dame de Beaune la même année.
Nommé architecte diocésain de Châlons-en-Champagne en 1862 ainsi que de Troyes. Il a travaillé à la restauration des cathédrales de ces deux villes : Saint-Étienne (Châlons-en-Champagne) à partir d'août 1860 et à la demande de l'architecte Eugène Millet, ainsi que Saint-Pierre-et-Saint-Paul (Troyes).
Il prit également la direction du chantier de restauration du château de Pierrefonds à la mort de son beau-père en 1879.
Il a construit les églises de Saint-Memmie et Cuperly, près de Châlons-en-Champagne, avec son confrère Alexis Vagny.
Il menait la rénovation d'un immeuble d'ancien arsenal de Cracovie où aujourd'hui se trouve le Musée Czartoryski.
À la demande d'Izabella Działyńska, fille du prince Adam Jerzy Czartoryski, Maurice Ouradou entreprit des travaux au château de Gołuchów, accompagné par d'autres Français, le sculpteur Charles Biberon et le peintre Louis Breugnot.
Il perd son épouse le 16 mai 1884. Il est mort à son domicile de l'Avenue de l'Opéra le mois suivant, à l'âge de 61 ans.

## Récompenses
- 1865 : Il obtient une médaille au salon de 1865[3].
- 1873 : il obtient une médaille au salon de 1873[3].
- 1874 : il est fait chevalier de la légion d'honneur[3].
- 1878 : il obtient une médaille à l'exposition universelle[3].

## Sources
- Mikus (Sylvain), Une basilique pour saint Memmie : histoire, sources et postérité d'un modèle, Études Marnaises, Société d'Agriculture, Commerce, Sciences et Arts de la Marne, 2006.